# 洛厄-弗尔登
洛厄-弗尔登（德語：Lohe-Föhrden）是德国石勒苏益格－荷尔斯泰因州的一个市镇。总面积16.03平方公里，总人口613人，其中男性388人，女性225人（2011年12月31日），人口密度38人/平方公里。